# Grigorij Laguta

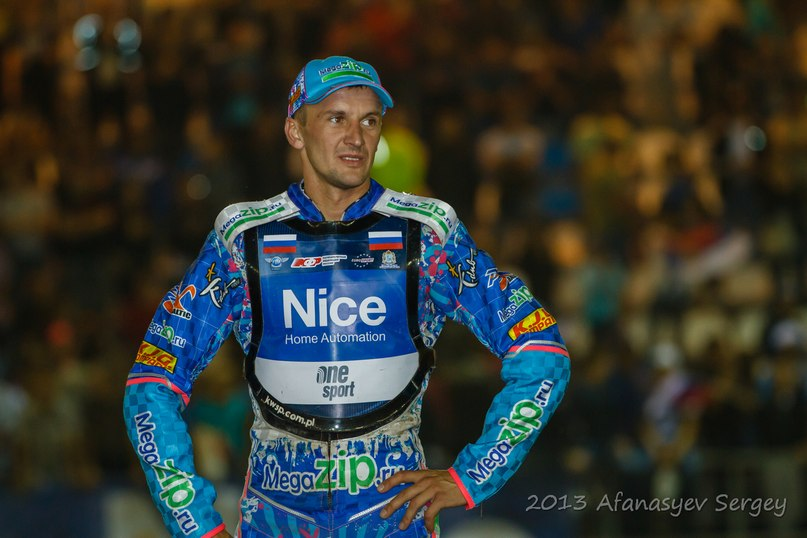

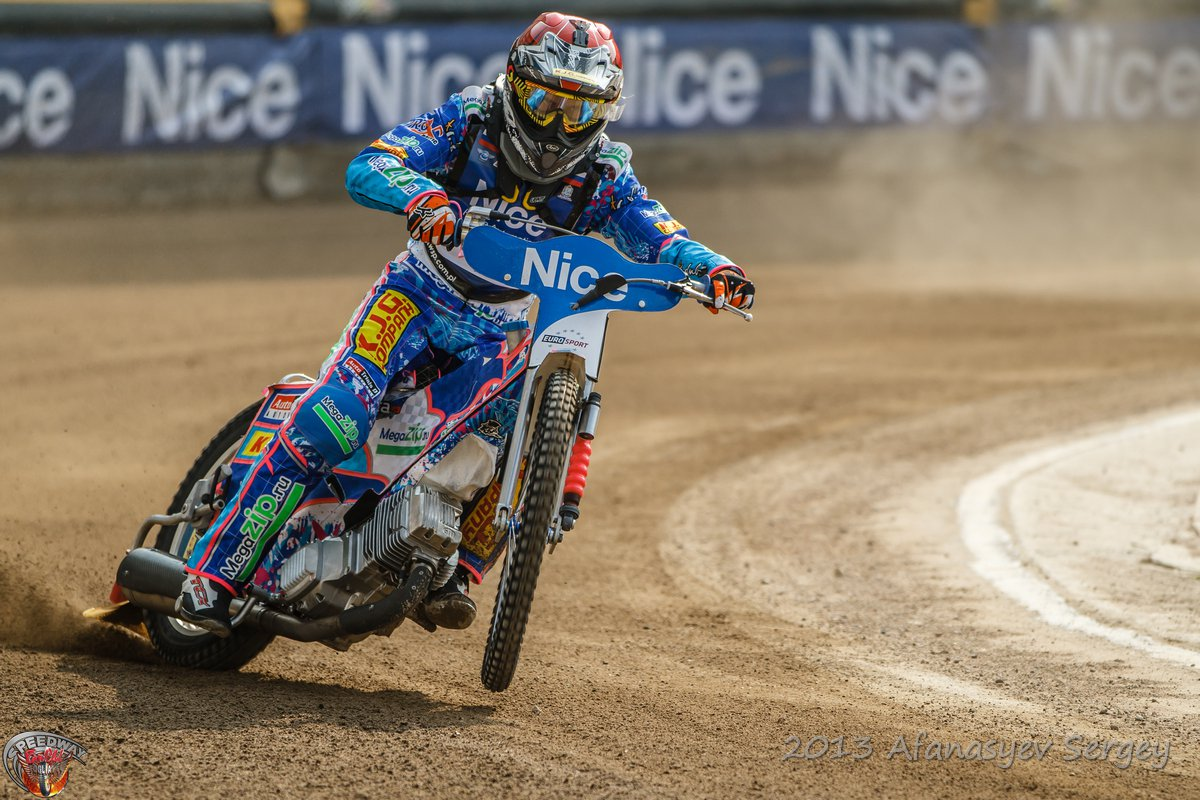

Grigorij Laguta, född 9 april 1984, är en rysk speedwayförare, som 2008 blev lettisk mästare i speedway. Laguta har tidigare kört på lettisk licens, men är åter på rysk licens. 
Laguta var okänd i större delen av speedwayvärlden fram till hans framträdande i Grand Prix 2007. Han har tidigare kört för Västervik och Valsarna i den svenska elitserien, men kör sedan 2013 för Elitserieklubben tillika Eskilstunalaget  Ikaros Smederna.

## Team
- Förare: Grigorij Laguta

- Mekaniker: Eduard Gołowko, Jevgenij Pietuchow

- Tuner: Sergei Mikułowa

- Hemsida: Jakub Michalski

- Fotograf: Thomas Kudal

## Klubbar
- Włókniarz Częstochowa
- Ikaros Smederna
- Vostok Vladivostok